# Садовские Дубины
Садовские Дубины (укр. Садівські Дубини) — село в Затурцевской сельской общине Владимирского района Волынской области Украины.
До 2020 года входило в Локачинский район.
Код КОАТУУ — 0722486304. Население по переписи 2001 года составляет 67 человек. Почтовый индекс — 45540. Телефонный код — 3374. Занимает площадь 0,75 км².